# پادشاه مونمو
پادشاه مونمو  (۶۶۱ میلادی تا ۶۸۱ میلادی) (هانگول: 문무왕) (هانجا: 文武王) با نام تولد کیم بوپمین سی‌امین فرمانروای پادشاهی شیلا و اولین فرمانروای شیلای متحد یکی از سه امپراتوری کره بعد از وحدت و یکپارچگی و پسر بیست و نهمین پادشاه شیلا، پادشاه موییل بود. معمولاً او را اولین فرمانروای دوره متحد شیلا می‌دانند. مونمو پسر پادشاه موییل از مونمیونگ خواهر کوچکتر کیم یوشین بود. در زمان سلطنت پدرش، او منصب پاجینچان را که ظاهراً مسئول امور دریایی بود، بر عهده داشت و نقش اساسی در توسعه روابط دیپلماتیک کشور با تانگ چین داشت. او با نام شاهزاده بیوپمین (هانگول: 법민 هانجا: 法敏) به دنیا آمد و زمانی که به عنوان جانشین پدرش به سلطنت رسید، نام مونمو را به خود گرفت و پس از مرگش، به لقب «شاه اژدها» شهرت یافت.

## خانواده
- پدر : شاه مویول
- مادر: ملکه مونمیونگ (هانگول: 문명왕후، هانجا: 文明王后) از قبیله قبیله گیم‌هائه کیم.
- همسر: ملکه جائویی، از قبیله کیم (자의왕후 김씨; d.681)
  - پسر: شاهزاده سامیونگ (?-۶۶۵)
  - پسر: شاهزاده جونگ میونگ – سی و یکمین پادشاه شیلا که با نام پادشاه سینمون بر تخت نشست.

## اتحاد سه پادشاهی
پادشاه مونمو در بحبوحه درگیری طولانی علیه باکجه و گوگوریو، اندکی پس از شکست ژنرال گیبک و باکجه در سابی توسط ژنرال کیم یوشین در سال ۶۶۰، تاج و تخت را به دست گرفت. در این مبارزات، سیلا به شدت توسط تانگ حمایت می‌شد.
سال‌های اول سلطنت او به دنبال تلاشی نافرجام در سال ۶۶۱ برای شکست گوگوریو سپری شد. پس از از بین رفتن مقاومت‌های کوچک، مونمو اولین حاکمی بود که شبه جزیره کره را کاملاً متحد کرد.

### جنگ با امپراتوری تانگ
پادشاه مونمو سپس با چالش رهایی کشورش از سلطه تانگ روبرو شد. پس از سقوط گوگوریو، تانگ حفاظت عمومی را برای آرام کردن شرق ایجاد کرد و تلاش کرد کل شبه جزیره کره، از جمله شیلا را تحت حاکمیت خود قرار دهد. برای جلوگیری از این امر، مونمو با رهبران مقاومت گوگوریو مانند گئوم موجام و آنسونگ ائتلاف کرد و به نیروهای تانگ که سرزمین‌های سابق باکجه را اشغال کرده بودند، حمله کرد. این مبارزه تا اوایل دهه ۶۷۰ ادامه یافت.
در سال ۶۷۴، تانگ و متحد سابقش، شیلا، در نبرد دائمی بودند.امپراتور گائوزونگ با عصبانیت خودسرانه برادر پادشاه مونمو، کیم این مون را پادشاه اعلام کرد. با این حال، پادشاه مونمو رسماً عذرخواهی کرد و ادای احترام کرد، و امپراتور گائوزونگ دستور عقب‌نشینی داد و کیم این مون را فراخواند.
در سال ۶۷۵، لی جینکسینگ (Hanja :李謹行) به همراه نیروهای موهه که تسلیم تانگ شدند به قلمرو شیلا رسید. با این حال، نیروهای تانگ توسط ارتش شیلا در قلعه ماسئو شکست خوردند (منابع تانگ ادعا می‌کنند که نیروهای تانگ در این نبرد و سایر نبردها در شیلا پیروز شدند).
امپراتور گائوزونگ دستور خروج کامل نیروهای تانگ از شبه جزیره کره را صادر کرد و محافظ کل را به آرام کردن شرق به لیادونگ منتقل کرد.

## پس از جنگ‌های اتحاد
مونمو به مدت بیست سال بر شیلای متحد حکومت کرد تا اینکه در سال ۶۸۱ بیمار شد. او در بستر مرگ وصیت نامه خود را به پسرش شاهزاده سینمون داد. قبل از مرگ او گفت: «یک کشور نباید هیچ وقت بدون پادشاه باشد. اجازه دهید شاهزاده تاج من را قبل از اینکه تابوت من به‌دست‌آورد. بقایای من را بسوزانید و خاکستر را در دریای که نهنگ‌ها زندگی می‌کنند پراکنده کنید. من تبدیل به یک اژدها برای خنثی کردن تهاجم‌های خارجی خواهم شد.» پادشاه سین‌مون همان‌طور که پدرش درخواست کرد، انجام داد و خاکستر خود را بر فراز دوانگام (صخره پادشاه بزرگ)، یک جزیره صخره ای کوچک در صد متری یا بیشتر از ساحل کره پخش کرد. علاوه بر این، شاه سین‌مون معبد گومون (معبد نعمت قدردانی) را ساخت و آن را به پدرش تقدیم کرد، او یک آبراه برای کشتی ساخت و به دریا و خشکی رفت و آمد کرد و یک غرفه به نام ایگون ساخت که مشرف به دریا بود. جزیره ای تا پادشاهان آینده بتوانند به پادشاه مونمو ادای احترام کنند.
پادشاه مونمو و ژنرال کیم یو شین در خواب به پادشاه سینمون ظاهر شدند و به او گفتند: دمیدن در فلوت بامبو آسمان و زمین را آرام می‌کند. پادشاه سینمون از خواب بیدار شد، به دریا رفت و فلوت بامبو به نام Manpa-sikjeok (萬波息笛، 만파식적) را دریافت کرد. گفته می‌شد که دمیدن این فلوت بامبو روح پادشاه مونمو و ژنرال کیم یو شین را فرا می‌خواند و نیروهای دشمن را عقب می‌راند، بیماری‌ها را درمان می‌کرد، باران را در زمان خشکسالی می‌آورد و باران در سیل را متوقف می‌کرد.